# Mérida, Tây Ban Nha
Mérida là thủ phủ của cộng đồng tự trị Extremadura, Tây Ban Nha. Dân số 54.893 (2007).
Quần thể khảo cổ Mérida là di sản thế giới UNESCO.

## Khí hậu
Merida có khí hậu Địa Trung Hải với ảnh hưởng Đại Tây Dương do tiếp xúc gần bờ biển Bồ Đào Nha. Mùa đông ôn hòa, với nhiệt độ tối thiểu hiếm khi dưới 0 °C (32 °F), và mùa hè nhiệt độ tối đa đôi khi vượt quá 40 °C (104 °F).
Lượng mưa đạt giữa 450 và 500 mm mỗi năm. Những tháng có ghi lượng mưa nhất là tháng 11 và tháng mười hai. Mùa hè khô, tuy nhiên, cần lưu ý rằng tại Mérida, cũng như trong phần còn lại của miền nam Tây Ban Nha, chu kỳ hạn hán là phổ biến, khác nhau, trong thời gian 2-5 năm.
Trong mùa thu khí hậu thay đổi nhiều hơn trong phần còn lại của năm, và các cơn bão xảy ra với tần suất cao, nhưng thường khô.
Cả độ ẩm và gió thấp. Tuy nhiên, thường xuyên xảy ra sương mù, đặc biệt là trong những tháng trung tâm của mùa thu và mùa đông.